# Gunnar Säve-Söderbergh
Gunnar Säve-Söderbergh, né le 31 janvier 1910 à Falun et mort le 8 juin 1948 à Solbacken, est un paléontologue et géologue suédois. Il passe son certificat d'études générales à Göteborg en 1928 et obtient un baccalauréat et une licence à l'université d'Uppsala entre 1931 et 1933. Il est nommé professeur de géologie, en particulier de géologie historique, à Uppsala en 1937. 
Il est principalement connu pour avoir effectué plusieurs découvertes fossiles lors de ces expeditions aux Groenland, incluant notamment le célèbre proto-tétrapode Ichthyostega.

## Carrière
Säve-Söderbergh participe à l'expédition de trois ans de Lauge Koch dans l'est du Groenland de 1931 à 1934 et 1936. Il rapporte les fossiles d'Ichthyostega, alors le plus vieux tétrapode connu pour l'époque, et publia un rapport préliminaire détaillé à ce sujet en 1932. Il collecte également des fossiles à Chypre en 1930, en Angleterre et en Écosse en 1934 et en Estonie en 1936. Säve-Söderbergh étudie ensuite la biostratigraphie du Paléozoïque oriental du Groenland,,, ainsi que le problème des homologies des os du crâne chez les poissons et les tétrapodes. Il étudie également l'anatomie crânienne des stégocéphales du Trias de l'est du Groenland, du Spitzberg et des dipneustes du Dévonien,, dont il avait l'intention de mener à bien une large étude de dipneuste tant récent que fossile.
D'autres travaux de Säve-Söderbergh incluent une étude comparative du système de lignes latérales et une analyse de la musculature du nerf trijumeau chez les tétrapodes inférieurs.

## Mort et héritage
La tuberculose a contrecarré la carrière de Säve-Söderbergh et en mourut en 1948 à Solbacken, un sanatorium de Dalécarlie. Ses recherches sur les tétrapodes du Dévonien tels Ichthyostega seront poursuivies par Erik Jarvik. Säve-Söderbergh obtient un diplôme honorifique à Uppsala en 1942 et a été élu membre de l'académie royale des sciences de Suède peu avant sa mort. Il est le frère aîné de l'égyptologue Torgny Säve-Söderbergh (en) (1914–1998) et le père de Bengt Säve-Söderbergh (né en 1940), ancien ambassadeur et secrétaire d'État de la Suède.